# Stockheim (Haute-Franconie)
Pour les articles homonymes, voir Stockheim.
Stockheim est une commune de Bavière (Allemagne), située dans l'arrondissement de Kronach, dans le district de Haute-Franconie. On y exploitait le charbon à ciel ouvert jusque dans les années 1960.